# Adam Szewczyk (biolog)
Adam Szewczyk (ur. 24 grudnia 1960 we Wrocławiu) – polski profesor nauk biologicznych, pracownik naukowy i były dyrektor Instytutu Biologii Doświadczalnej im. Marcelego Nenckiego PAN w Warszawie.

## Życiorys
W 1984 ukończył studia na Wydziale Chemii Uniwersytetu Warszawskiego. Stopień doktora nauk biologicznych uzyskał w 1989 na podstawie pracy Oczyszczanie i charakterystyka mitochodrialnego transportera kwasów dikarboksylowych napisanej pod kierunkiem Macieja J. Nałęcza w Instytucie Biologii Doświadczalnej im. M. Nenckiego PAN, tam w 1998 otrzymał stopień doktora habilitowanego. W 2004 roku uzyskał tytuł profesora nauk biologicznych. Przebywał na stażach naukowych na Uniwersytecie w Bernie (Szwajcaria), Université de Nice – Sophia Antipolis (Francja) oraz Uniwersytecie Johnsa Hopkinsa w Baltimore (USA).

## Działalność organizacyjna
Współorganizator wielu konferencji nakowych. Pomysłodawca i współorganizator konferencji „Mitochondrion”, odbywających się od 2008 r.
Współorganizator wydarzeń promujących naukę, np. Art & Science, Przeworskich Spotkań Artystyczno-Naukowych w 2023 roku i Festiwalu Nauki. Pomysłodawca stworzenia „Nencki Art Collection” kolekcji sztuki współczesnej Instytutu Biologii Doświadczalnej im. M. Nenckiego PAN. 
W 2005 roku otrzymał tytuł „Ambasador Kongresów Polskich” przyznawany przez Polską Organizację Turystyczną. W 2017 roku Komitet Wykonawczy FEBS przyznał mu dyplom honorowy za wybitne zasługi na rzecz Federacji, a w szczególności za 9 lat pełnienia funkcji Koordynatora Kongresów (Congress Counselor) FEBS. W czerwcu 2022 został członkiem korespondentem Polskiej Akademii Umiejętności. W czerwcu 2024 roku został laureatem Nagrody im. Jana Dembowskiego za popularyzację nauki, a w szczególności za organizację projektów z pogranicza nauki i sztuki. 

## Działalność naukowa
Zainteresowania naukowe Adama Szewczyka są związane z kierowaną przez niego Pracownią Wewnątrzkomórkowych Kanałów Jonowych (od 1999) i dotyczą wewnątrzkomórkowych kanałów jonowych, zwłaszcza związanych z funkcjonowaniem mitochondriów i możliwością wbudowywania kanałów do sztucznych błon lipidowych. Prowadzone badania dotyczą głównie mitochondrialnych kanałów potasowych. W latach 2007–2009 realizował projekt „Uszkodzenie neuronów w epilepsji: funkcjonalna rola mitochondriów” finansowany w ramach polsko-niemieckiej współpracy w dziedzinie nauk neurobiologicznych (program Ministerstwa Nauki i Szkolnictwa Wyższego oraz Federalnego Ministerstwa Edukacji i Badań RFN) wspólnie z prof. Wolframem S. Kunzem (Uniwersytet w Bonn). W latach 2012–2016 realizował, wspólnie z firmą Dr Irena Eris, projekt w ramach Programu Badań Stosowanych INNOTECH organizowanego przez Narodowe Centrum Badań i Rozwoju „Od mitochondriów do innowacyjnych kosmetyków o działaniu protekcyjnym”. Urząd Patentowy RP 12 marca 2018 roku przyznał patent nr P.416041 na wynalazek pt. „Zastosowanie naryngeniny i preparatu zawierającego naryngeninę oraz sposób spowalniania, przeciwdziałania i zapobiegania procesowi powstawania plam bielaczych skóry”, który był podstawą nowego dermokosmetyku z serii Pharmaceris V. Dodatkowo projekt doprowadził do wprowadzania na rynek kosmetyków serii AUTHORITY firmy Dr Irena Eris, które zostały nagrodzone w 2019 roku w konkursie „Doskonałość Roku” magazynu Twój STYL. Uzyskał finansowanie 2 projektów NCN: „Regulacja mitochondrialnych kanałów potasowych przez gazowe przekaźniki informacji: NO, CO oraz H2S”, OPUS 9, 2016–2020 i „Regulowane światłem mitochondrialne kanały potasowe: poszukiwanie nowych mechanizmów cytoprotekcyjnych?” MAESTRO, 2020–2024. W 2024 roku uzyskał finansowanie projektu NCN OPUS 26 "Udział mitochondrialnych kanałów potasowych w regulacji starzenia komórkowego".
W 2024 roku znalazł się w rankingu najczęściej cytowanych naukowców "World Top 2% Scientists" opracowanego przez Stanford University oraz Elsevier.
Wypromował co najmniej 7 doktorów. Opublikował >160 artykułów naukowych indeksowanych w bazie Scopus (stan na grudzień 2024), które były cytowane ponad 6600 razy. Edytor wydania specjalnego FEBS Letters (2010) "Intracellular Ion Channels" oraz Mitochondrion (2024) "Mitochondrial Ion Channels".

## Pełnione funkcje w instytucjach krajowych i międzynarodowych
- Sekretarz, członek zarządu, wiceprezes, a od 2022 prezes Polskiego Towarzystwa Biochemicznego[2][37].
- Członek Rady Naukowej Instytutu Biochemii i Biofizyki PAN kadencji 2007–2010[38], 2011–2014[39] i 2015–2018[40].
- Członek Rady Naukowej Instytutu Chemii Bioorganicznej PAN kadencji 2011–2014, 2015–2018, 2019–2022 (zastępca przewodniczącego)[41] i 2023–2026 (zastępca przewodniczącego)[42].
- Członek Rady Naukowej Instytutu Farmakologii PAN kadencji 2023–2026[43].
- Członek Rady Naukowej Instytut Chemii Fizycznej PAN kadencji 2023–2026[44].
- Członek Rady Fundatorów Fundacji Marcelego Nenckiego Wspierania Nauk Biologicznych[45].
- Sekretarz Rady Fundacji Marcelego Nenckiego Wspierania Nauk Biologicznych[46].
- Członek Międzynarodowego Komitetu Doradczego w Instytucie Fizjologii CAS w Pradze[47].
- Przewodniczący Rady Naukowej Instytutu Biologii Doświadczalnej PAN kadencji 2019–2022[2].
- Były Wiceprzewodniczący Wydziału II Nauk Biologicznych PAN[2].
- Członek Komitetu Biologii Molekularne Komórki PAN kadencji 2020–2023[48] oraz 2024-2027[49].
- Były Członek FEBS Finance Committee[50] oraz FEBS Congress Counselor[51].
- Dyrektor Instytutu Biologii Doświadczalnej PAN 2008–2018[52].
- Były członek Komitetu Biochemii i Biofizyki PAN (w którym był członkiem prezydium)[2].
- Członek Rady Redakcyjnej czasopisma Postępy Biochemii[53].
- Przewodniczący Sekcji Bioenergetyki Polskiego Towarzystwa Biochemicznego[54]
- Członek komisji stypendialnej Towarzystwa Zachęty Sztuk Pięknych w programie „160 stypendiów na 160 lat TZSP”[55].
- Były członek Komitetu Narodowego do spraw Współpracy z Międzynarodową Radą Nauki (ISC)[56].
- Były Przewodniczący Komitetu Narodowego do spraw Współpracy z Międzynarodową Unią Nauk Biologicznych (IUBS)[57].
- Członek zespołu ds. Nagród Prezesa Rady Ministrów kadencji 2024-2028[58].

## Wybrane publikacje
Książki
- Krzysztof Dołowy, Adam Szewczyk, Sławomir Pikuła, Błony biologiczne, Katowice: „Śląsk” Wydawnictwo Naukowe, 2003, ISBN 83-7164-295-4, OCLC 749578657. Brak numerów stron w książce

Artykuły
- D. Boscoboinik i inni, Inhibition of cell proliferation by alpha-tocopherol. Role of protein kinase C, „Journal of Biological Chemistry”, 266 (10), 1991, s. 6188–6194, PMID: 2007576 [dostęp 2017-07-07]. (>450 cytowań do 2023 roku)[59]
- M. Müller i inni, ATP-sensitive K+ channels in insulinoma cells are activated by nonesterified fatty acids, „Biochemistry”, 31 (19), 1992, s. 4656–4661, DOI: 10.1021/bi00134a017, PMID: 1581315 (ang.).
- A. Szewczyk, E. Marbán, Mitochondria: a new target for K channel openers?, „Trends in Pharmacological Sciences”, 20 (4), 1999, s. 157–161, DOI: 10.1016/s0165-6147(99)01301-2, PMID: 10322501 (ang.).
- Adam Szewczyk, Lech Wojtczak, Mitochondria as a pharmacological target, „Pharmacological Reviews”, 54 (1), 2002, s. 101–127, DOI: 10.1124/pr.54.1.101, PMID: 11870261 (ang.).
- S. Moein Moghimi i inni, A two-stage poly(ethylenimine)-mediated cytotoxicity: implications for gene transfer/therapy, „Molecular Therapy”, 11 (6), 2005, s. 990–995, DOI: 10.1016/j.ymthe.2005.02.010, PMID: 15922971. (>880 cytowań do 2023 roku)[60]
- Bogusz Kulawiak, Adam Szewczyk, Current Challenges of Mitochondrial Potassium Channel Research, „Frontiers in Physiology”, 13, 2022, art. nr 907015, DOI: 10.3389/fphys.2022.907015, PMID: 35711307, PMCID: PMC9193220.
- Ildiko Szabo, Adam Szewczyk, Mitochondrial Ion Channels, „Annual Review of Biophysics”, 52, 2023, s. 229–254, DOI: 10.1146/annurev-biophys-092622-094853, PMID: 37159294 [dostęp 2023-06-01] (ang.).